# Woodsia ilvensis
Espèce
Woolsia ilvensis, ou woodsie de l'île d'Elbe, est une espèce de fougères du genre Woodsia appartenant à la famille des Woodsiaceae que l'on trouve au nord de l'Amérique et en Eurasie, dans les régions froides.

## Distribution et habitat
Cette espèce se rencontre dans les régions circumboréales, en Alaska, sur le littoral du Groenland, abondamment en Scandinavie, et aussi dans les Alpes, l'Oural et l'Altaï et la taïga de Sibérie, ainsi qu'au Canada et au nord-est des États-Unis (où elle est considérée comme en danger d'extinction dans certains États). On peut la trouver également au nord du Japon. En Grande-Bretagne, on ne la trouve que sur certaines falaises du nord de l'Écosse, à Angus, du nord du Pays de Galles et du Lake District. L'espèce y est donc en danger d'extinction. En République tchèque son statut est fortement critique et critique en Pologne.
Elle apprécie les falaises et les pentes rocheuses exposées au soleil sur des sols acides. Elle supporte des hivers jusqu'à -40°.

## Taxonomie
Cette espèce a été décrite la première fois par Carl von Linné sous le nom d'Acrostichum ilvense en 1753, puis redéfinie par Robert Brown sous son nom actuel en 1813.
Variétés
- Woodsia ilvensis var. acuminata Fomin[6] (Sibérie)
- Woodsia ilvensis var. rufidula (Michx.) Asch. & Graebn.[7]
- Woodsia ilvensis var. taigichensis Stepanov[8](nord de la Sibérie)

## Description
Cette fougère possède des rhizomes dressés avec des pétioles abondants de longueur plus ou moins égale, aux écailles uniformément brunes. Ses frondes lancéolées mesurent 4,5 à 25 × 1,2 à 3,5 cm.